# Achaz
Achaz (hébreu אָחָז (ʼāḥāz) ; grec ancien Ἄχαζ (Akhaz); latin : Achaz ; une abréviation de Joachaz « Yahvé tient ») est un roi de Juda du VIIIe siècle av. J.-C. (environ 732 à 716 av. J.-C.). Fils et successeur de Jotham, il est l'un des rois mentionnés dans la généalogie de Jésus dans l'Évangile de Matthieu. Le seizième chapitre du deuxième livre des Rois et le vingt-huitième du deuxième livre des Chroniques lui sont consacrés. Il fut un contemporain des prophètes Michée et Isaïe (v. Livre d'Isaïe 14 : 28).

## Biographie

### Le contexte
Achaz devient roi à 20 ans vers -732. Son règne est marqué par des transitions importantes. L'affaiblissement des grandes puissances, les empires hittites et égyptiens, avait permis l'autonomie des petits royaumes tels que Juda et Israël depuis deux siècles. De plus les richesses s'accumulaient depuis un siècle du fait de l’essor du commerce. Cet équilibre est rompu par l'expansion d'une nouvelle puissance, l'Assyrie.
Sous son règne, le cadran solaire est mentionné pour la première fois.

### La guerre syro-ephraïmique
Dans un contexte d’expansion de l'empire assyrien, les petits royaumes de la terre d'Israël se sentent de plus en plus menacés. Le conquérant est particulièrement entreprenant et il s'installe par un procédé simple : menace d'invasion, exigence d'un tribut, puis lorsque le royaume est asphyxié, invasion suivie de déportation pour éviter les rébellions et pour unifier l'empire. 
Face à ce géant venant du nord, les royaumes de Samarie et de Damas, décident de s'allier pour résister. Mais ils doivent auparavant s'allier au royaume de Jérusalem afin d'alléger leurs défenses au sud. Vers -732, alors qu'il n'est roi que depuis peu, Achaz, refuse la proposition d'alliance ce qui lui vaut l'animosité de ses deux voisins. Peqah, roi d'Israël et Razin, roi d'Aram-Damas, attaquent donc en premier Achaz pour assurer leurs arrières en plaçant un nouveau roi à Jérusalem. Achaz se voit donc obligé de faire appel à Teglath-Phalasar III, roi d'Assyrie, auquel il donne tout l'or du temple de Salomon pour obtenir son secours. Il apparaît sous le nom de « Jehoahaz » (Ia-ú-ḫa-zi) dans les annales de Teglath-Phalasar.

### La chute du royaume d'Israël
En -722, Samarie, capitale d'Israël, est prise par l'Assyrie. À la suite de cette invasion, des réfugiés arrivent en grand nombre dans le royaume de Juda. Par ailleurs, les voisins sont déportés et de nouveaux peuples sont installés à leur place, ce qui modifie grandement le contexte de la région.

## Sources bibliques
Achaz est connu dans la Bible pour son impiété.

### Dans le deuxième livre des Rois
Achaz devient roi à 20 ans, durant la 17e année du règne de Peqah, roi d'Israël. Il meurt après 16 à 18 années de règne et est enseveli à Jérusalem auprès de ses pères.

### Dans le deuxième livre des Chroniques
Achaz devient roi à 20 ans, et son règne dura 16 années. Il est enseveli à Jérusalem auprès de ses pères. 

### Dans le livre d'Isaïe
Le livre d'Isaïe étant de style prophétique, il ne place pas le règne d'Achaz de manière chronologique. Néanmoins, dans l'introduction du livre, l'auteur se place sous les règnes successifs des rois de Juda : Ozias, Jotham, Achaz et Ezéchias. Un grand nombre d'oracles du prophète se situent sous son règne.